# Pristimantis anemerus
Pristimantis anemerus é uma espécie de anfíbio  da família Craugastoridae. É endémica do Peru. Os seus habitats naturais são: regiões subtropicais ou tropicais húmidas de alta altitude.